# Elena Linari

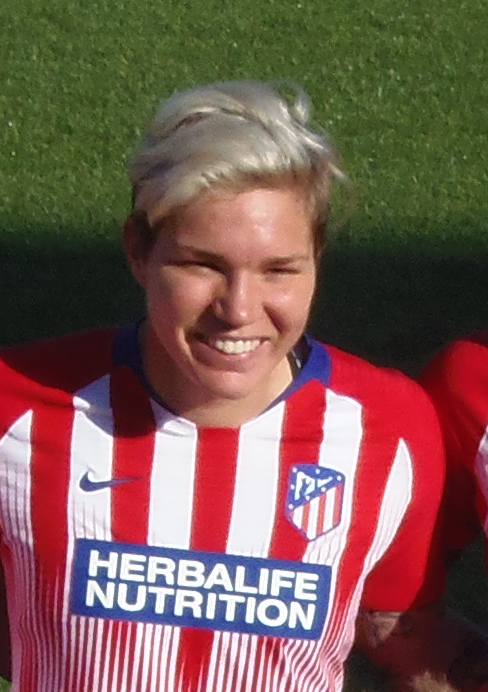
Elena Linari

Elena Linari (* 15. April 1994 in Fiesole) ist eine italienische Fußballspielerin und A-Nationalspielerin, die u. a. an der Weltmeisterschaft 2019 in Frankreich teilgenommen hatte.

## Karriere
Linari, 173 cm groß und 65 kg schwer, ist eine Verteidigerin. Sie spielte bislang in folgenden Clubs:
- Juli 2010 – Juni 2014 ACF Fiorentina
- Juli 2014 – Juni 2016 ACF Brescia
- Juli 2016 – Juni 2018 ACF Fiorentina
- Juli 2018 – Juli 2020 Atlético Madrid
- Juli 2020 – Januar 2021 Girondins Bordeaux
- seit Januar 2021 AS Rom

Linari nahm an folgenden internationalen Wettbewerben teil:
- Europameisterschaft 2017
- Weltmeisterschaft 2019
- Europameisterschaft 2022
- Weltmeisterschaft 2023

Individuelle Auszeichnungen:
- Team des Jahres der Serie A: 2021, 2022, 2023, 2024
- Verteidigerin der Saison der Serie A: 2023/24